# 科芬-西里斯症候群
科芬－西里斯症候群是一種罕見的先天性遺傳病，患者可能出現智力低下、發育遲緩、很長的睫毛、寬大的嘴巴、厚唇、粗糙外觀、小指或指甲發育不全，及小指遠端指骨缺失等特徵。
其發生率為少於1/1000000，通常女性多於男性，比率甚至達3倍。
遺傳方面，其遺傳方式為大多數個案皆為偶然且隨機。